# 迪尼普-1體育會
迪尼普-1體育會（羅馬化：Sportyvnyi klub "Dnipro-1"；又譯迪尼普第一體育會）是一家位於烏克蘭聶伯城的已解散職業足球隊，於2017年成立。迪尼普第一雖然並不是迪尼普足球會（2019年解散）的後續球會，但球會接管迪尼普大部分的基礎設施。2019年以甲組冠軍升級。

## 榮譽
烏克蘭足球甲級聯賽
- 冠軍 (1)：2018–19

烏克蘭足球乙級聯賽
- 亞軍 (1)：2017–18